# 33. Infanterie-Division (Wehrmacht)
Die 33. Infanterie-Division war ein Großverband des Heeres der deutschen Wehrmacht.

## Geschichte

### Aufstellung
Die Division wurde am 1. April 1936 in Darmstadt im Wehrkreis XII (Wiesbaden) aufgestellt und im August 1939 als Division der 1. Aufstellungswelle mobilgemacht.

### Westwall
Anschließend wurde sie an der Westgrenze im Raum Saarpfalz eingesetzt.

### Westfeldzug
Nach der Teilnahme am Westfeldzug wurde sie im Oktober 1940 nach Deutschland zurückverlegt.

### 15. Panzer-Division
Am 11. November 1940 wurde der Verband zur 15. Panzer-Division umgegliedert.

## Gliederung
- Infanterie-Regiment 104
- Infanterie-Regiment 110
- Infanterie-Regiment 115
- Artillerie-Regiment 33
- Beobachtungs-Abteilung 33
- Panzerabwehr-Abteilung 33
- Aufklärungs-Abteilung 33
- Pionier-Bataillon 33
- Nachrichten-Abteilung 33
- Nachschubführer 33
- Infanterie-Divisions-Nachschubführer 33
- Sanitätsdienste 33

## Kommandeure
| Dienstgrad                   | Name                     | Dienstzeit                       |
| ---------------------------- | ------------------------ | -------------------------------- |
| Generalleutnant              | Eugen von Schobert       | 6. März 1936 bis 3. Februar 1938 |
| Generalmajor/Generalleutnant | Hermann Ritter von Speck | 1. März 1938 bis 29. April 1940  |
| Generalmajor                 | Rudolf Sintzenich        | 29. April bis 5. Oktober 1940    |
| Generalmajor                 | Friedrich Kühn           | 5. Oktober bis 1. November 1940  |

## Bekannte Divisionsangehörige
- Hellmuth Laegeler (1902–1972), war von 1959 bis 1962, als Generalmajor des Heeres der Bundeswehr, Kommandeur der Führungsakademie der Bundeswehr
- Hans Speidel (1897–1984), war von April 1957 bis September 1963 als General der Bundeswehr Oberbefehlshaber der alliierten Landstreitkräfte in Mitteleuropa (COMLANDCENT-Commander Allied Land Forces Central Europe)